# Birra Ichnusa
Birra Ichnusa is een biermerk dat enkel lokaal op het Italiaanse eiland Sardinië wordt gebrouwen sinds 1912. 
Het bier is genoemd naar de naam die de Feniciërs aan het eiland gaven: Ichnusa.
In 1986 werd dit merk door Heineken Italia opgekocht.

## Varianten
- Ichnusa, blond, 4,7%
- Ichnusa Speciale, speciaal, 5,6%, gebrouwen sinds 2002
- Ichnusa Cruda, rauw, 4,9%, gebrouwen sinds 2012
- Ichnusa Non filtrata, ongefilterd, 5%, gebrouwen sinds 2017

## Prijzen
- Ichnusa - Superior Taste Award & zilveren medaille op 't World Beer Championship
- Ichnusa Speciale - 2011: Superior Taste Award & gouden medaille op 't World Beer Championship